# В тылу врага: Диверсанты 3
«В тылу врага: Диверсанты 3» (англ. Silent Heroes 3) — компьютерная игра в жанре стратегии, разработанная Realore Studios и изданная компанией 1С 26 сентября 2008 года. Является частью серии «В тылу врага» и третьей игрой в подсерии «Диверсанты».

## Сюжет
Сентябрь 1944 года. Третий Рейх проводит масштабное перераспределение производственных и военных ресурсов в Восточной Пруссии в условиях строжайшей секретности. Из-за увеличения активности немецкой контрразведки советская агентура вынуждена прекратить связь с Центром. Основные цели разведывательно-диверсионной группы, направленной в район Кёнигсберга для выполнения спецоперации «Шторм», — выяснить причины происходящего и не дать противнику воспользоваться тайным козырем. Пять опытных бойцов под командованием майора ГРУ Николая Лисицына должны собрать ключевую информацию, которая может изменить ход войны и мировой истории.

## Отзывы критиков
| Русскоязычные издания | Русскоязычные издания |
| Издание               | Оценка                |
| --------------------- | --------------------- |
| Absolute Games        | 35/100                |
| StopGame.ru           | 2,5/5                 |

Absolute Games раскритиковал беспомощный pathfinding и устаревшую графику, положительно оценив лишь физику. StopGame напротив отметил неплохую графику и знакомый антураж, раскритиковав неинтересные миссии, скверную озвучку, однообразный геймплей и унылые пейзажи.